# Bánh tằm khoai mì

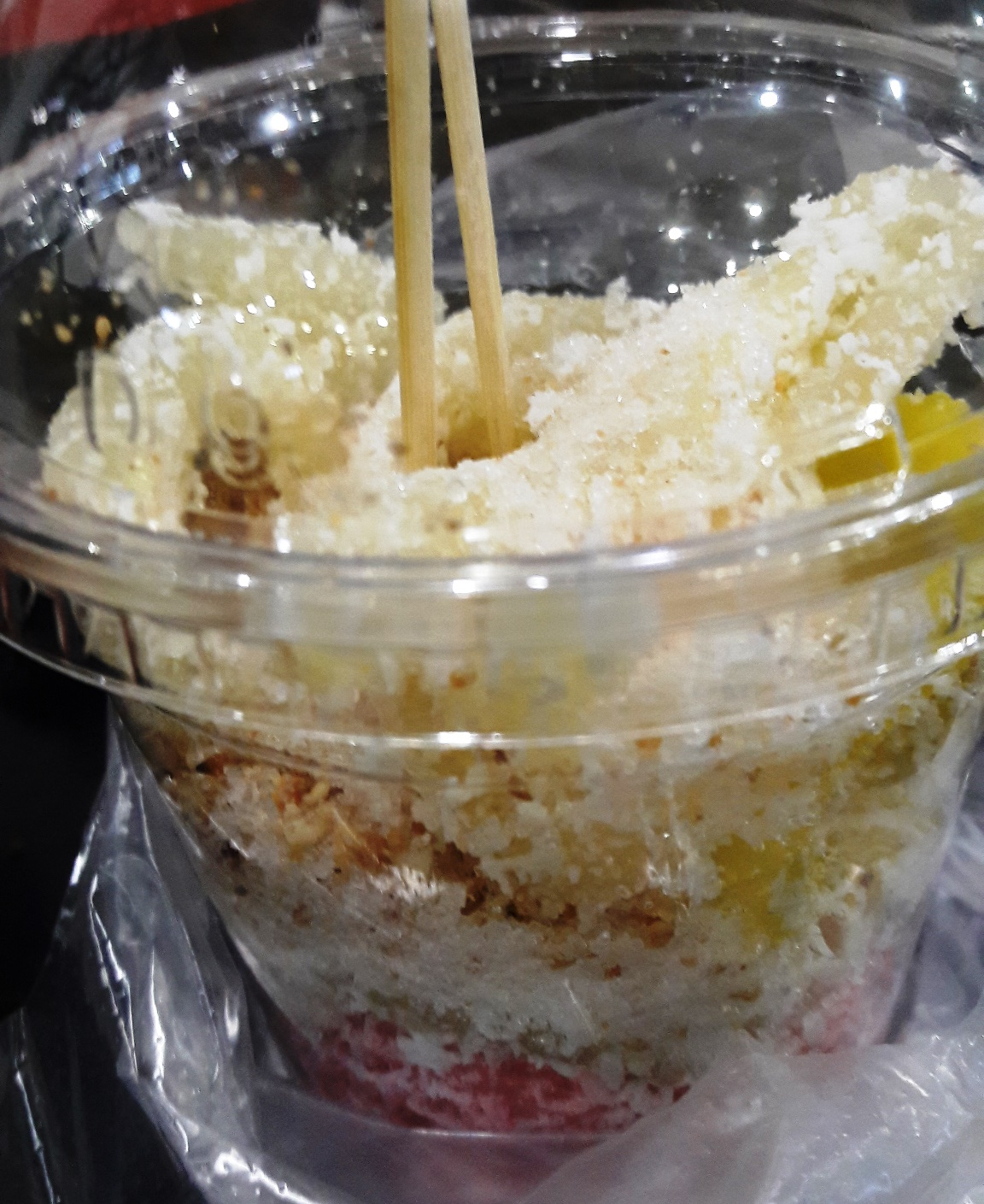
Bánh tằm khoai mì ở Tân Phú, thành phố Hồ Chí Minh

Bánh tằm khoai mì là một món bánh tráng miệng dân dã của người dân Nam bộ, gắn liền với tuổi thơ của nhiều người từ nông thôn đến thành thị. Gọi là bánh tằm vì bánh có hình dáng thon dài và được phủ lớp vụn dừa giống con tằm. Bánh tằm khoai mì ăn hơi dai, có mùi dừa thơm và béo ngậy, thường ăn chung với mè rang chín, đậu phộng và đường trắng.

## Hình dáng
Bánh tằm khoai mì thường có hình dáng thon dài như con tằm nhưng cũng có những hình dáng khác như hình vuông, hình chữ nhật nhỏ … tùy vào thị hiếu của người làm. Bánh thường có nhiều màu sắc khác nhau như màu xanh lá dứa, lá cẩm, màu trắng, màu vàng khoai mì … Vỏ bánh thường được bọc bởi dừa nạo thái nhuyễn nhìn như những sợi tơ trắng của con tằm.

## Mùi vị

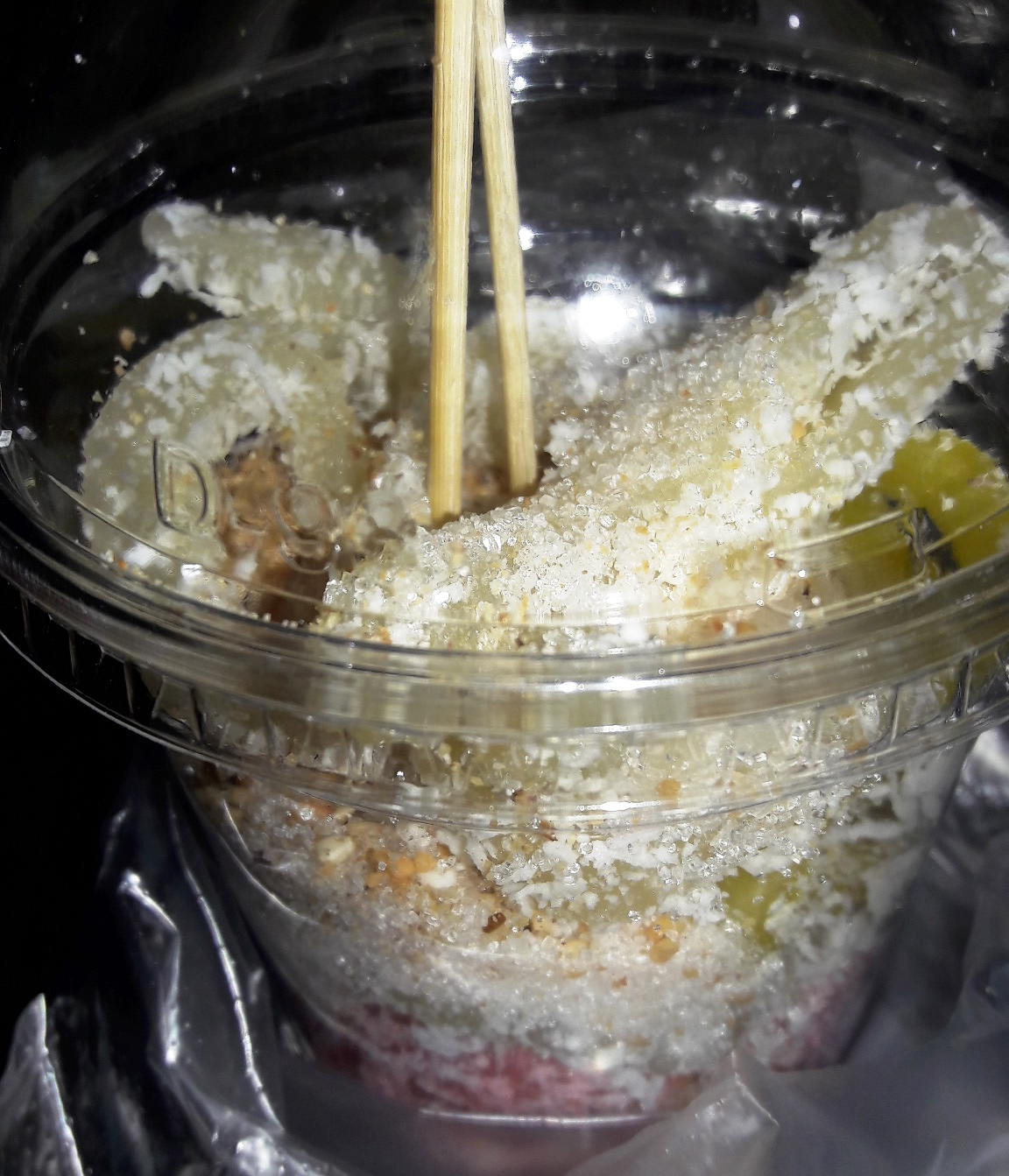

Bánh tằm khoai mì cũng như các loại bánh làm bằng khoai mì khác đều có vị ngọt bùi của khoai mì(sắn). Khi ăn, người ta thường cho thêm muối mè rang chín, đường trắng hoặc nước cốt dừa, làm cho bánh trở nên béo ngậy, thơm mùi mè.

## Nguyên liệu
Bánh tằm khoai mì gồm những nguyên liệu dân dã, rẻ tiền nên được nhiều người ưa chuộng. Các nguyên liệu chính gồm:
- Khoai mì hoặc bột khoai mì, bột năng, dừa, màu thực phẩm hoặc nước cốt dùng để pha màu.
- Ăn kèm với mè(vừng trắng), đường, nước cốt dừa, đậu phộng, tùy vào khẩu vị người ăn.

## Các bước thực hiện

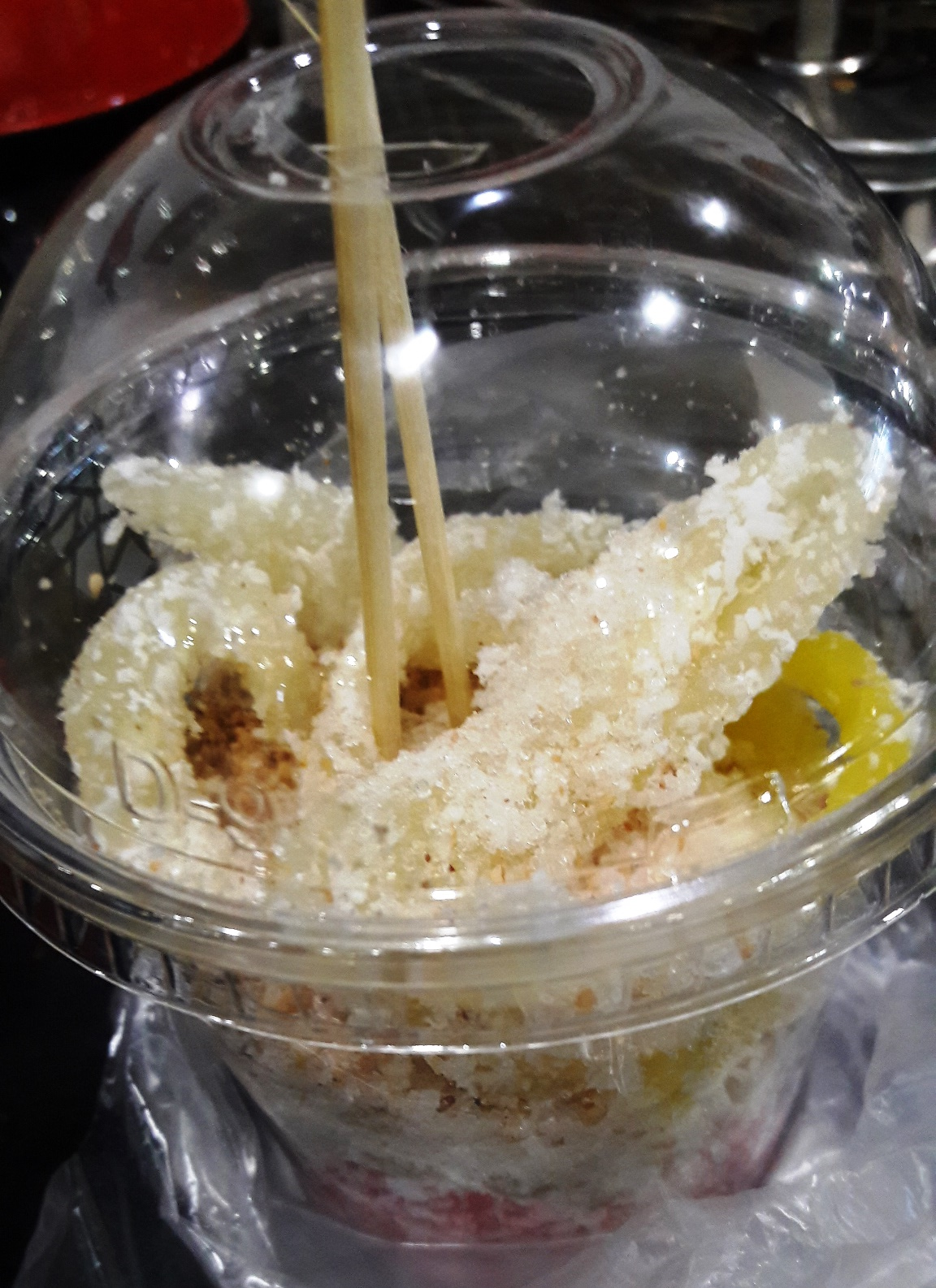

Cách làm bánh tằm khoai mì tương đối đơn giản, dễ làm. Gồm các bước chính sau:
- Bào nhuyễn khoai mì hoặc sử dụng bột khoai mì.
- Trộn khoai mì với bột năng và thêm màu tùy thích. Sau đó hấp cách thủy.
- Sau khi bánh chín lấy ra để nguội rồi cắt thành từng miếng thon dài (hoặc bất kì hình dạng tùy theo sở thích).
- Nạo dừa và thái nhuyễn thành những sợi bông nhỏ. Sau đó, lăn bánh qua vụn dừa và dọn ra dĩa.
- Khi ăn, nên cho mè rang chín, đường trắng hoặc nước cốt dừa lên bánh để bánh có mùi thơm và béo ngậy

## Sự nhầm lẫn
Do đều được làm từ khoai mì và có tên gọi gần giống nhau nên bánh tằm khoai mì thường bị nhầm lẫn với bánh tầm bì. Tuy nhiên hai loại bánh này hoàn toàn khác nhau về mùi vị lẫn xuất xứ. Bánh tằm khoai mì có xuất xứ từ vùng Nam bộ, còn bánh tầm bì có xuất xứ từ miền Tây.